# LNG als Brennstoff für Schiffe

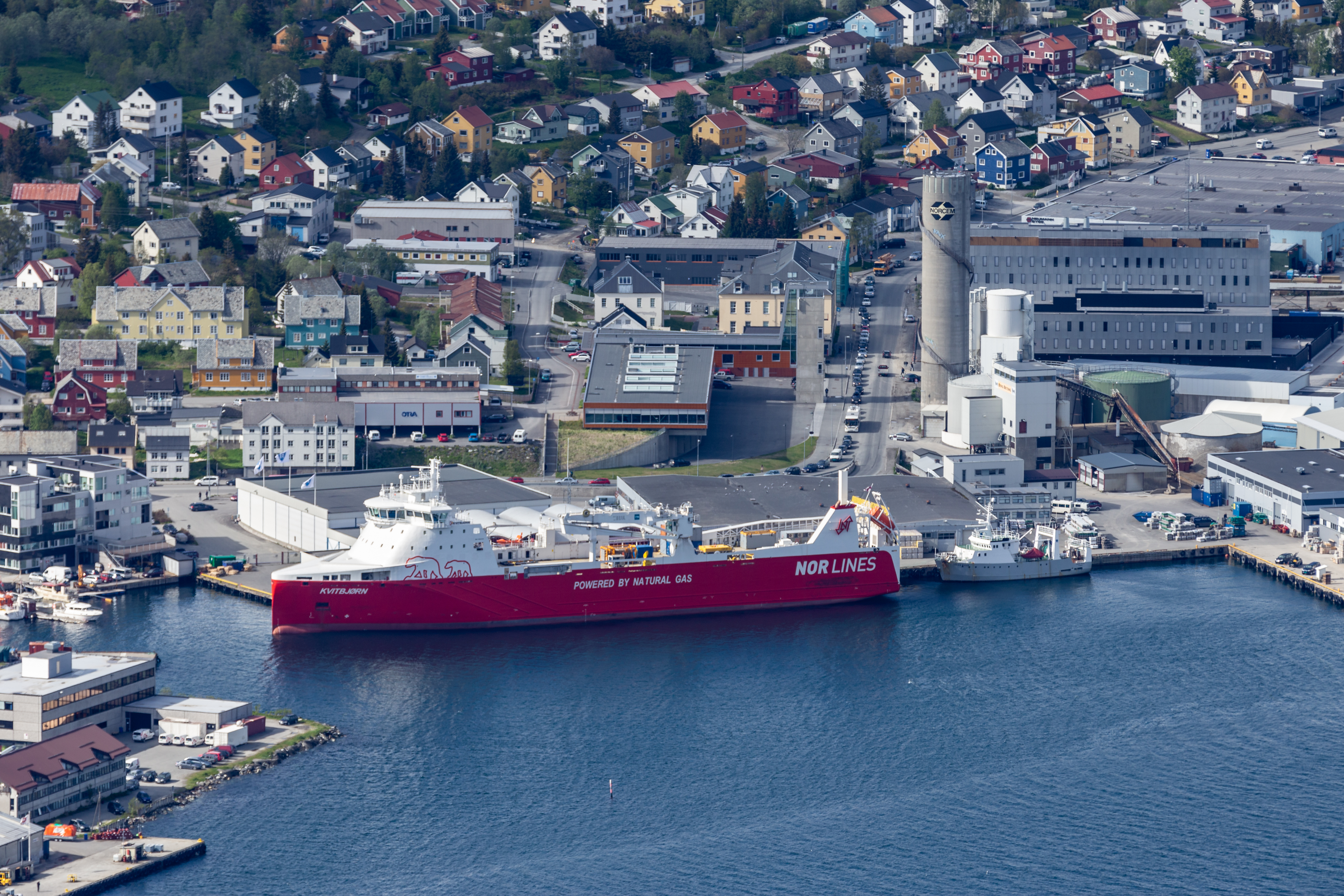
Die von der norwegischen Reederei Nor Lines betriebene LNG-RoRo-Fähre Kvitbjørn am Anleger im Hafen des norwegischen Tromsø (Juni 2015)

Flüssigerdgas (LNG, englisch liquefied natural gas) als Brennstoff für Schiffe wird als eine Möglichkeit emissionsärmerer Schifffahrt gehandelt. Aufgrund von Vorschriften zum Umweltschutz in der Schifffahrt finden entsprechende Antriebe zunehmend Verbreitung. Ein Hindernis im Vergleich zu konventionellen Kraftstoffen stellt die lückenhafte Infrastruktur zur Betankung von Schiffen dar. Daher sind Firmen systemrelevant, die in den Häfen LNG-Bunkerboote betreiben.

## Regulatorische Rahmenbedingungen
Die Internationale Seeschifffahrts-Organisation (IMO), eine Sonderorganisation der Vereinten Nationen, senkte die Obergrenze für den Schwefelgehalt von Schiffskraftstoffen mit Beginn des Jahres 2020 weltweit von 3,5 auf 0,5 %. In der Nord- und Ostsee sowie weiteren außereuropäischen Umweltzonen liegt dieser Grenzwert bereits seit Januar 2015 mit 0,1 % noch niedriger. Als schwefelfreier Kraftstoff erfüllt LNG diese Bedingungen ebenso wie Methanol oder Marinediesel.
Auch die EU-Richtlinie 2016/802 vom 11. Mai 2016 (und zuvor bereits 1999/32/EG) über eine Verringerung des Schwefelgehalts bestimmter flüssiger Kraft- oder Brennstoffe zielt auf die Verminderung der schädlichen Auswirkungen von Schwefeldioxidemissionen auf Mensch und Umwelt ab.
Mit dem bislang dominierenden Schweröl kann dieser Grenzwert hingegen nur mit steigendem Aufwand bei der Entschwefelung zu Very Low Sulphur Fuel Oil (VLSFO) oder durch die Einrichtung von Abgasreinigungssystemen an Bord von Schiffen eingehalten werden. Auch zur Absenkung der Emissionen von Treibhausgasen trägt beides nicht bei.
Am 14. Juli 2021 hat die Europäische Kommission unter dem Namen Fit for 55 ein Vorschlagspaket von reformierten und neuen EU-Richtlinien und -Verordnungen vorgestellt. Mit diesen soll das im European Green Deal verankerte Ziel erreicht werden, den Ausstoß von Treibhausgasen in der EU bis 2030 um mindestens 55 Prozent zu reduzieren und Europa bis 2050 klimaneutral zu machen. Teil dieses Pakets ist die Initiative FuelEU Maritime zur Förderung nachhaltiger Schiffskraftstoffe und emissionsfreier Technologien. Für Schiffe, die europäische Häfen anlaufen, soll ab 2025 eine sich sukzessiv verschärfende Obergrenze für den Treibhausgasgehalt des Energieverbrauchs gelten.

## Umweltbilanz
Befürworter wie Zukunft Gas oder SEA-LNG heben die im Vergleich zu Marinediesel und Schweröl starke Reduktion von Emissionen an Stickoxiden und Feinstaub sowie die vollständige Reduktion von Schwefeloxiden hervor. Auch der Ausstoß von Kohlenstoffdioxid wird im Vergleich zu konventionellen Kraftstoffen vermindert, was insgesamt zu einer Verringerung der Treibhausgase um bis zu 28 % führe.
Kritiker wie das International Council on Clean Transportation führen hingegen an, dass der Einsatz von LNG insgesamt nicht zur Verminderung von Treibhausgasen beiträgt, da entlang der Lieferkette und bei der Verbrennung austretendes Methan einen weitaus klimaschädlicheren Effekt hat als das eingesparte Kohlenstoffdioxid.
Der Naturschutzbund Deutschland attestiert zwar „ein erhebliches Potenzial zur Verringerung gesundheits-, klima- und umweltschädlicher Emissionen“, allerdings sollte LNG als fossiler Brennstoff „zeitnah durch den Einsatz regenerativer Energien substituiert werden“. Nur bei der Vermeidung von Methanschlupf sei „die Treibhausgasbilanz von LNG klar vorteilhaft gegenüber der Verwendung von Schweröl oder Diesel“. Auch die Wissenschaftlichen Dienste des Deutschen Bundestages dokumentierten 2018 „Methanverluste entlang der Prozesskette von Flüssiggas (LNG)“ im Allgemeinen und in der Schifffahrt im Speziellen.
Bei der Einrichtung von besonders sensiblen Meeresgebieten, sogenannten SECA- (bzw. ECA-) Zonen, wurden für die darin fahrenden Schiffe sehr strenge Umweltauflagen festgeschrieben. Der Ausstoß von Stickoxiden und Schwefeldioxid darf vorgegebene Grenzwerte, die zukünftig noch strenger werden, nicht überschreiten. Dies war der Hauptgrund, LNG als Treibstoff in diesen Fahrtgebieten in Betracht zu ziehen. Jedoch fehlen für die Verwendung und Lagerung von LNG in normalen Schiffen bisher allgemein verbindliche internationale Vorschriften und Zulassungen, daher können diese Schiffe Häfen bisher nur mit Sondergenehmigungen anlaufen. LNG-Tanker dürfen nur dafür zugelassene Flüssigerdgasterminals in bestimmten Häfen anlaufen.
LNG als Brückentechnologie
Interessenvertretungen heben hervor, dass fossiles LNG als Brückentechnologie für den späteren Einsatz von verflüssigten Biokraftstoffen oder synthetischen Kraftstoffen dienen kann, welche mit der vorhandenen LNG-Infrastruktur ohne weitere technologische Anpassungen oder zusätzliche Kosten transportiert werden können.
Biomethan ist ein Biokraftstoff, der aufgrund der hohen Energiedichte seit langem als Alternative zu fossilen Kraftstoffen gilt. Flüssiges Biomethan (insbesondere in der Schifffahrt auch Bio-LNG genannt) hat die gleichen Verbrennungseigenschaften wie LNG, ist jedoch erneuerbar und vermeidet damit deutlich mehr Treibhausgasemissionen. Eine nachhaltige Herstellung in großem Maßstab ist bislang allerdings nicht möglich. Auch aus erneuerbaren Energien synthetisch erzeugtes und dann verflüssigtes Methan (Power-to-LNG) ist bislang (Stand: 2020) nicht wirtschaftlich herzustellen.
Bei sämtlichen methanhaltigen Kraftstoffen ist allerdings problematisch, dass Methan sowohl bei der Herstellung als auch bei Lagerung, dem Transport und der Nutzung als Kraftstoff häufig unverbrannt als Treibhausgas in die Umwelt entweicht, wo es etwa 20 bis 25 mal klimaschädlicher als CO2 ist (nach manchen Quellen bis zu über 70 mal schädlicher). Auch wenn Methan, das mit Hilfe von erneuerbaren Energien hergestellt wird, eigentlich klimaneutral wieder in Energie umgewandelt werden kann, ist die Verwendung in Schiffsmotoren daher in der Regel klimaschädlicher als Diesel.

## Schiffe mit LNG-Antrieb

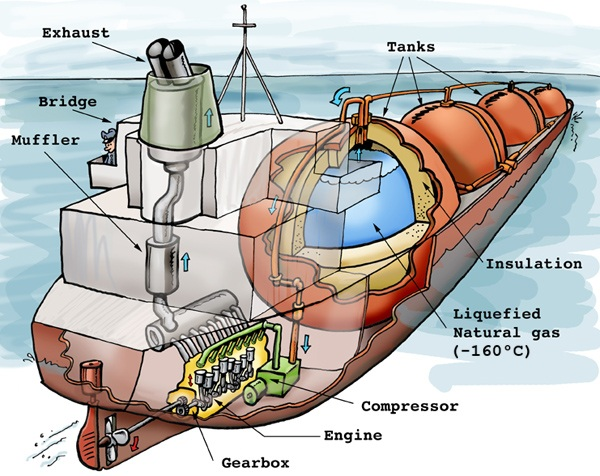
Aufbau eines LNG-Tankers mit Motorantrieb

Die meisten LNG-betriebenen Schiffe sind LNG-Tanker zum Transport von Flüssigerdgas. Sie nutzen die Ladung als Treibstoff, da ein geringer Teil der Ladung ständig verdampft (Boil Off).
1959 wurde mit der Methane Pioneer ein bestehendes Frachtmotorschiff zum ersten LNG-Tanker umgebaut. 1964 folgten zwei Neubauten der Methane-Klasse. Bis in die 2000er Jahre wurden die LNG-Tanker mit Dampfturbinen ausgestattet. Das LNG wurde im Schiffskessel verfeuert und der damit erzeugte Dampf trieb über die Turbine den Propeller des Schiffes an.
Ab 2006 setzten sich sogenannte Dual-Fuel-Dieselmotoren durch, die sich wahlweise mit Gas oder mit Schweröl betreiben lassen. Zu Herstellern von LNG-betriebenen Motoren zählen Wärtsilä, Caterpillar, MAK, Rolls-Royce, MAN, ABC, MTU, Mitsubishi, Hyundai, Daihatsu, Deutz, Scania, AGCO Power und Dresser-Rand Guascor.
Im Jahr 2019 gab es insgesamt 321 Seeschiffe im Frachtverkehr mit LNG-Antrieb, für weitere 510 lag eine Bestellung vor. Dabei handelt es sich um folgende Schiffstypen: 224 LNG-Tanker (+ 313 in Order), 12 LPG-Tanker (+20), 44 sonstige Tanker (+ 84), 22 Offshore-Schiffe (+ 26), 8 Containerschiffe (+ 33), 8 Bulker (+ 23) und 2 Autotransporter (+ 10).

## Liste von LNG-Schiffen
Eine kleine Auswahl von Schiffen, welche kryogenes Erdgas als Treibstoff nutzen.
| Name                  | Art                                | IMO-Nr. | Betreiber            | Heimathafen | Besonderheit                                                                                   | Länge in m | Breite in m | Werft                              | Stapellauf | Status                                                         |
| --------------------- | ---------------------------------- | ------- | -------------------- | ----------- | ---------------------------------------------------------------------------------------------- | ---------- | ----------- | ---------------------------------- | ---------- | -------------------------------------------------------------- |
| AIDAnova              | Kreuzfahrtschiff Helios-Klasse     | 9781865 | AIDA Cruises         | Genua       | erstes Kreuzfahrtschiff mit monovalentem LNG-Betriebsmodus, ausgezeichnet mit dem Blauen Engel | 337        | 42          | Meyer Werft,                       | 2018       | in Dienst                                                      |
| CMA CGM Jacques Saadé | Containerschiff CMA CGM Megamax-24 | 9839179 | CMA CGM              | Marseille   | erstes LNG-ULCS, Flaggschiff der Reederei                                                      | 400        | 62          | CSSC,                              | 2019       | in Dienst                                                      |
| Richmond              | Binnenfähre / Autofähre            |         | Stadtwerke Konstanz  | Konstanz    | erstes LNG-Binnenfahrgastschiff in Europa, Einsatz als Autofähre Konstanz–Meersburg            | 83         | 13          | Pella Sietas, Schiffswerft Fußach, | 2020       | in Endmontage geplante Indienstnahme 1. Quartal 2023[veraltet] |
| Havila Capella        | Passagierschiff Havyard 923        | 9865570 | Havila Kystruten     | Fosnavåg    | reiner Batterie-Fahrbetrieb (max. 4h) möglich, küstennaher Einsatz auf der Hurtigruten         | 123        | 23          | Tersan Werft,                      | 2020       | in Dienst                                                      |
| Siem Confucius        | Autotransporter                    | 9841017 | Siem Shipping        | Monrovia    | erster transatlantischer LNG-PCTC, transozeanischer PKW-Transport für Volkswagen               | 200        | 38          | Xiamen Shipbuilding Industry,      | 2019       | in Dienst                                                      |
| Viking Grace          | RoPax-Fähre mit 1 Rotor            | 9606900 | Viking Line          | Mariehamn   | erstes großes LNG-Passagierschiff, erstes Hybridschiff mit LNG/Wind-Antrieb                    | 218        | 32          | STX Finland,                       | 2012       | in Dienst                                                      |
| Viking Glory          | RoPax-Fähre                        | 9827877 | Viking Line          | Finnland    | LNG-Abkälteverwendung für Bordkühlungszwecke                                                   | 223        | 35          | Xiamen Shipbuilding Industry,      | 2021       | in Dienst                                                      |
| Helgoland             | Bäderschiff                        | 9714862 | Reederei Cassen Eils | Cuxhaven    | ausgezeichnet mit dem Blauen Engel                                                             | 83         | 13          | Hullkon Werft, Fassmer,            | 2014       | in Dienst                                                      |
| Megastar              | RoPax-Fähre                        | 9773064 | Tallink              | Tallinn     |                                                                                                | 212        | 31          | Meyer Turku,                       | 2016       | in Dienst                                                      |
| Polaris               | Eisbrecher                         | 9734161 | Arctia               | Helsinki    | erster LNG-Eisbrecher                                                                          | 110        | 24          | Arctech Helsinki Shipyard,         | 2016       | in Dienst                                                      |
| Atair                 | Vermessungsschiff                  | 9835496 | BSH                  | Hamburg     | erstes „LNG-Behördenschiff“                                                                    | 75         | 17          | GNYH, Fassmer,                     | 2019       | in Dienst                                                      |
| Nils Holgersson       | RoPax-Fähre                        | 9865685 | TT-Line              | Rostock     |                                                                                                | 229        | 31          | Jiangsu Jinling Shipyard,          | 2020       | in Dienst                                                      |

## Technik zur Betankung
Derzeit (2010er Jahre) gibt es Technologien zur Betankung (in der Schifffahrt Bunkerung genannt), die sich nach Ort der Betankung und vorhandener Infrastruktur unterscheiden.
- Betankung vom Lkw (Truck to Ship oder Bunkering by Truck); mangels Infrastruktur die häufigste Technologie
- Betankung mit Hilfe einer Infrastruktur (Port to Ship oder Bunkering by Loading Arm)
- Betankung mittels Bunkerschiff (Ship to Ship); Beispiele für solch spezialisierte Schiffe sind Seagas (Schiff) und Kairos (Schiff)
- Betankung vom Container; Sonderform; der Container kann sich auf Lkw, auf einem Schiff oder einem Güterwagen befinden[23][24]

## Situation in Norwegen
Seit einiger Zeit hat sich die Zulieferindustrie den Herausforderungen gestellt und geeignete Schiffsmotoren stehen für den Antrieb und auch zur Stromerzeugung für das Bordnetz zur Verfügung bzw. befinden sich in der Einführungsphase. Norwegen ist Pionier beim Bau und Betrieb von Schiffen mit LNG-Antrieb, etwa vierzig Fährschiffe und Versorger werden erfolgreich mit LNG betrieben. Hier gibt es inzwischen entsprechende Vorschriften und auch die notwendige Infrastruktur zum Betanken derartiger Schiffe.

## Situation in Deutschland

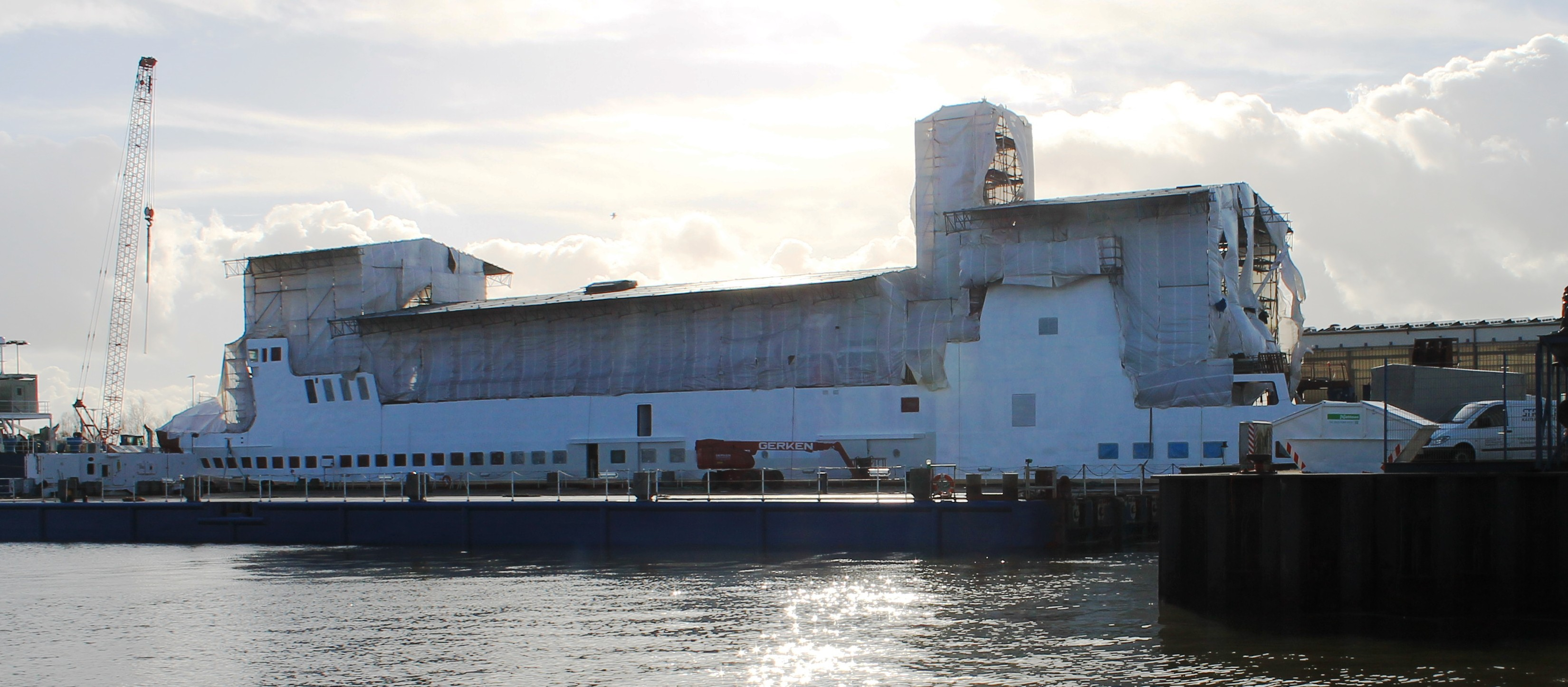
Umbau der Ostfriesland auf LNG-Antrieb in Bremerhaven

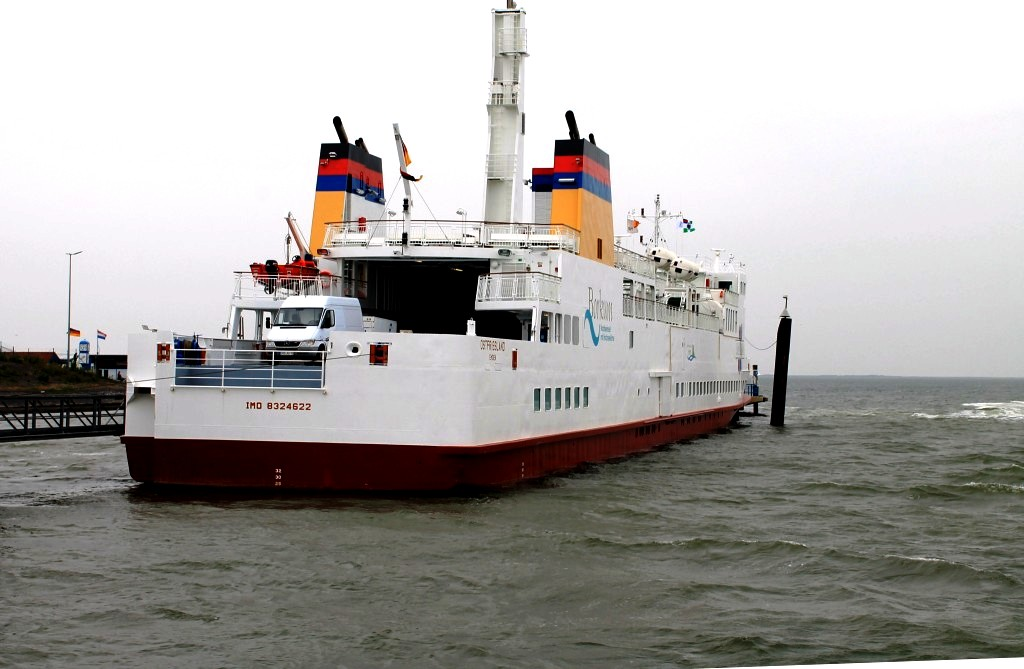
Die Ostfriesland der AG Ems, das erste LNG-Schiff unter deutscher Flagge, hat am 17. Juni 2015 in Borkum im Rahmen der Gästefahrt angelegt

In Deutschland gab es bis 2019 keine Infrastruktur für die Versorgung von Schiffen mit LNG. Es war nur von Tanklastwagen möglich.
Die Werft Theodor Buschmann in Hamburg entwickelte eine LNG-Bunker-Barge („TB-X“), die zu versorgenden Schiffe auf dem Wasserweg erreichen kann. Die Technologie zum Umgang mit dem LNG (Tanks, Pumpen, Druck- und Wärmeregulierung) stammt vom Hamburger Unternehmen Marine Service.
Im Herbst 2019 wurde in Brunsbüttel durch die Firma Nauticor zum ersten Mal in einem deutschen Hafen ein Schiff mit LNG-Antrieb von einem anderen Schiff aus betankt.
Ab 2015 erfolgt die Nutzung von LNG als Schiffsantrieb auch in Deutschland. Ab Mitte Juni 2015 als Umbau für die Borkum-Fähre Ostfriesland in Bremen und Bremerhaven, als Neubau für die LNG-Hybrid-Barge im Hafen Hamburg zur Versorgung von Kreuzfahrtschiffen und als Neubau für das Bäderschiff Helgoland, das seit Dezember 2015 zwischen Cuxhaven und Helgoland verkehrt.
2017 wurde als erstes Containerschiff das 1000-TEU-Feederschiff Wes Amalie der Harener Reederei Wessels mit finanzieller Förderung des Bundesministeriums für Verkehr und digitale Infrastruktur auf LNG-Antrieb umgerüstet.

## Situation in der Binnenschifffahrt

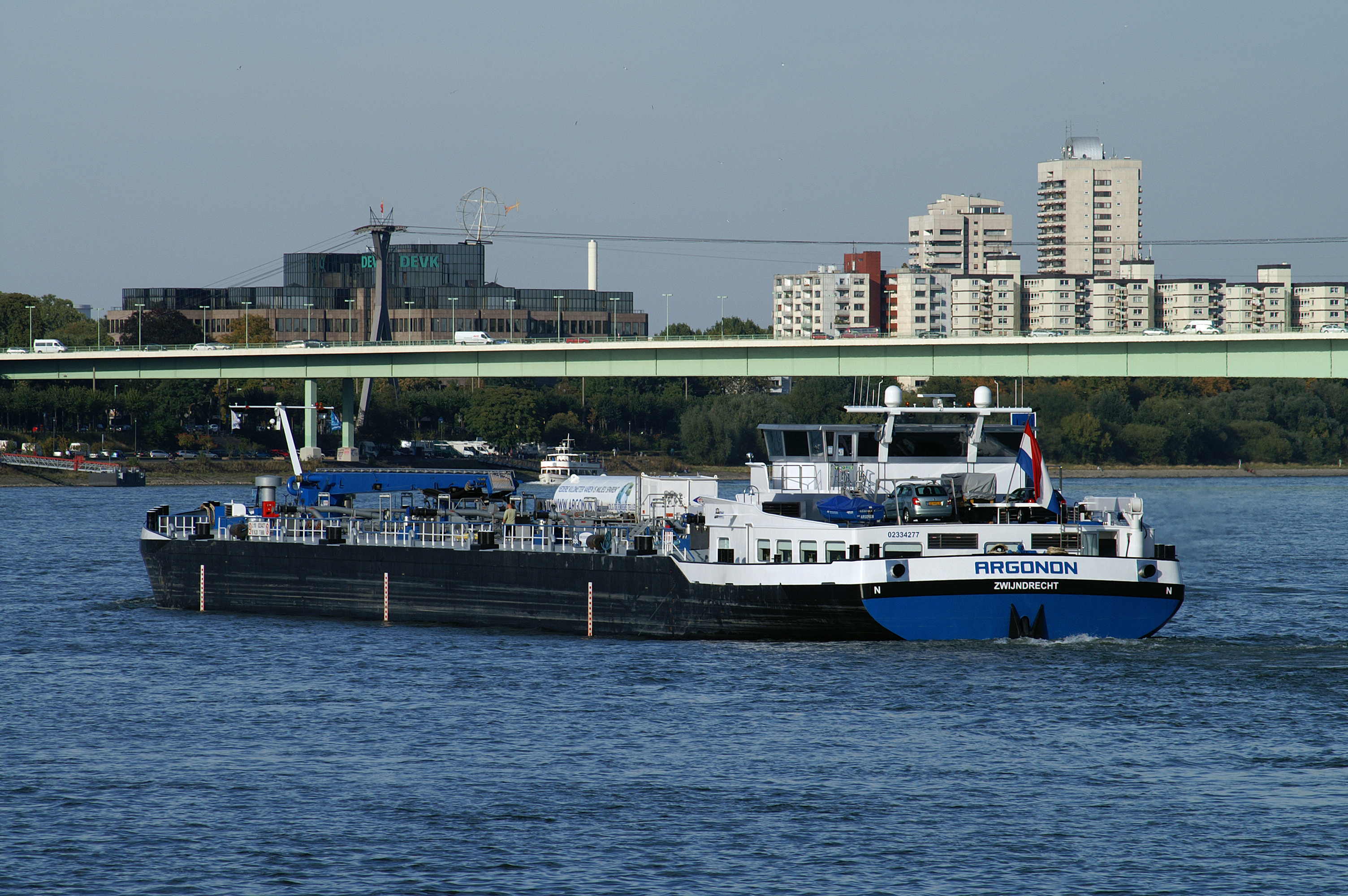
Argonon, das erste Binnenschiff in Europa mit einem Antrieb durch Dual-Fuel-Dieselmotoren

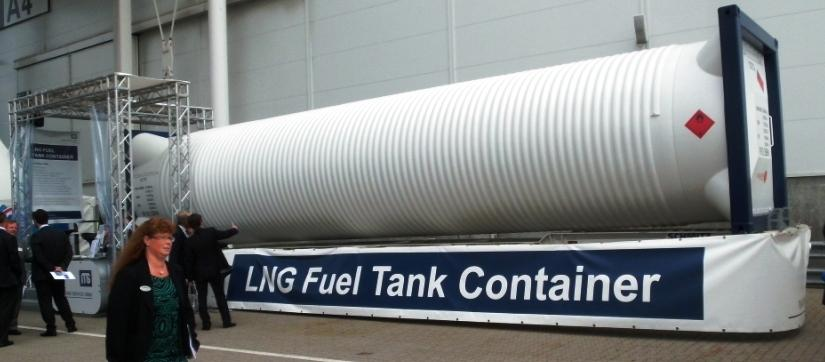
LNG-Tankcontainer für die Schifffahrt

Wie in der Seeschifffahrt ist auch in der Binnenschifffahrt ein Ziel des LNG-Einsatzes die Einhaltung von Grenzwerten für Stickoxide, Schwefel und Partikel. In der Branche geht man davon aus, dass zukünftig eher große Schiffe mit LNG betrieben werden. In Deutschland findet etwa 80 % der Transportleistung auf dem Rhein statt, der sich daher als erster LNG-Korridor anbietet.
Das erste in Europa eingesetzte Binnenschiff mit einem kombinierten LNG/Diesel-Antrieb war die 2011 gebaute Argonon. Das auf dem Rhein unter niederländischer Flagge fahrende Tankschiff ist mit zwei Dual-Fuel-Dieselmotoren ausgestattet, die mit einem Gemisch aus 80 Prozent LNG und 20 Prozent Dieselkraftstoff betrieben wird. 2013 wurden mit der Greenstream und dem Schwesterschiff Green Rhine zwei Tankschiffe mit reinem LNG-Antrieb in Dienst gestellt und ebenfalls auf dem Rhein eingesetzt. Im Juni 2014 wurde die Umrüstung des Koppelverbands Eiger Nordwand auf LNG-Antrieb abgeschlossen. Ein Treibstofftank mit einem Fassungsvermögen von 60 Kubikmetern ermöglicht es, die Strecke von Rotterdam nach Basel (ca. 1700 Kilometer) ohne Nachtanken zurückzulegen.
Von Anfang 2013 bis Ende 2015 beschäftigte sich das Projekt „LNG Masterplan für Rhein-Main-Donau“ mit finanzieller Unterstützung des EU-Programms Transeuropäischen Verkehrsnetze (TEN-V) mit den verschiedenen Aspekten für den Aufbau einer LNG-Infrastruktur für die europäische Binnenschifffahrt. Dazu gehörte auch im November 2013 im Hafen Mannheim die erstmalige Betankung eines Schiffs durch einen Lkw mit Flüssigerdgas aus dem LNG-Terminal in Zeebrügge. Anfangs erfolgte diese Bunkerung vom Lkw aus über Ausnahmegenehmigungen, im Jahr 2015 standardisierte die Zentralkommission für die Rheinschifffahrt eine Prüfliste für das Bunkern von Flüssigerdgas Lkw-Schiff.
Im Februar 2016 kündigte Shell an, bis Mitte 2018 auf dem Rhein 15 neue LNG-Binnenschiffe chartern zu wollen, allerdings wurden bis zum September 2020 angefangen mit der RPG Stuttgart nur vier Schiffe vom niederländischen Partner Plouvier Transport in Dienst gestellt. Das Magazin Binnenschifffahrt sieht „technische, regulatorische, infrastrukturelle und vor allem finanzielle Gründe“ als Hemmnisse für die Verbreitung von LNG.
Das von der EU co-finanzierte Projekt Breakthrough LNG Deployment in Inland Waterway Transport hatte zum Ziel, durch die Errichtung einer Festbunkerstation das Angebot an LNG zu erhöhen und damit zum Durchbruch in der Binnenschifffahrt beizutragen. Ende Oktober 2019 wurde mit Unterstützung des Projekts im Niehler Hafen in Köln die erste Station zur Bunkerung von LNG für Binnenschiffe in Europa eröffnet.
Im Juni 2019 wurde mit der LNG London das erste Binnenschiff zur LNG-Bunkerung in Europa in Dienst gestellt. Sie hat eine Kapazität von 3000 Kubikmetern, wird am Gate-Terminal in Rotterdam mit LNG beladen und kann damit Seeschiffe, Binnenschiffe und Landterminals beliefern. Ihre begrenzte Höhe ermöglicht es, über Binnenwasserstraßen nach Antwerpen und Amsterdam zu fahren.
Alternativ zu LNG wird in der Branche der Einsatz von Biokraftstoff gesehen.